# Aleksandra Snezjko-Blotskaja
Aleksandra Snezjko-Blotskaja (russisk: Александра Гавриловна Снежко-Блоцкая) (født 21. februar 1909 i Vovtjansk i det Russiske Kejserrige, død 29. december 1980 i Zjeleznodorozjnyj i Sovjetunionen) var en sovjetisk filminstruktør.

## Filmografi
- Snegurotjka (Снегу́рочка, 1952)[1]
- Zakoldovannyj maltjik (Заколдованный мальчик, 1955)